# جاك فيليب
جاك فيليب (22 مارس 1963 في برست) (بالفرنسية: Jacques Philip)‏ لاعب كرة قدم فرنسي معتزل كان يجيد اللعب في خط الوسط .

## وصلات خارجية
- جاك فيليب على موقع قاعدة بيانات كرة القدم.إي يو (الإنجليزية)
- جاك فيليب على موقع Soccerway.com (الإنجليزية)
- جاك فيليب على موقع عالم كرة القدم.نت (الإنجليزية)
- جاك فيليب على موقع GSA (الإنجليزية)